# Rotura de presa

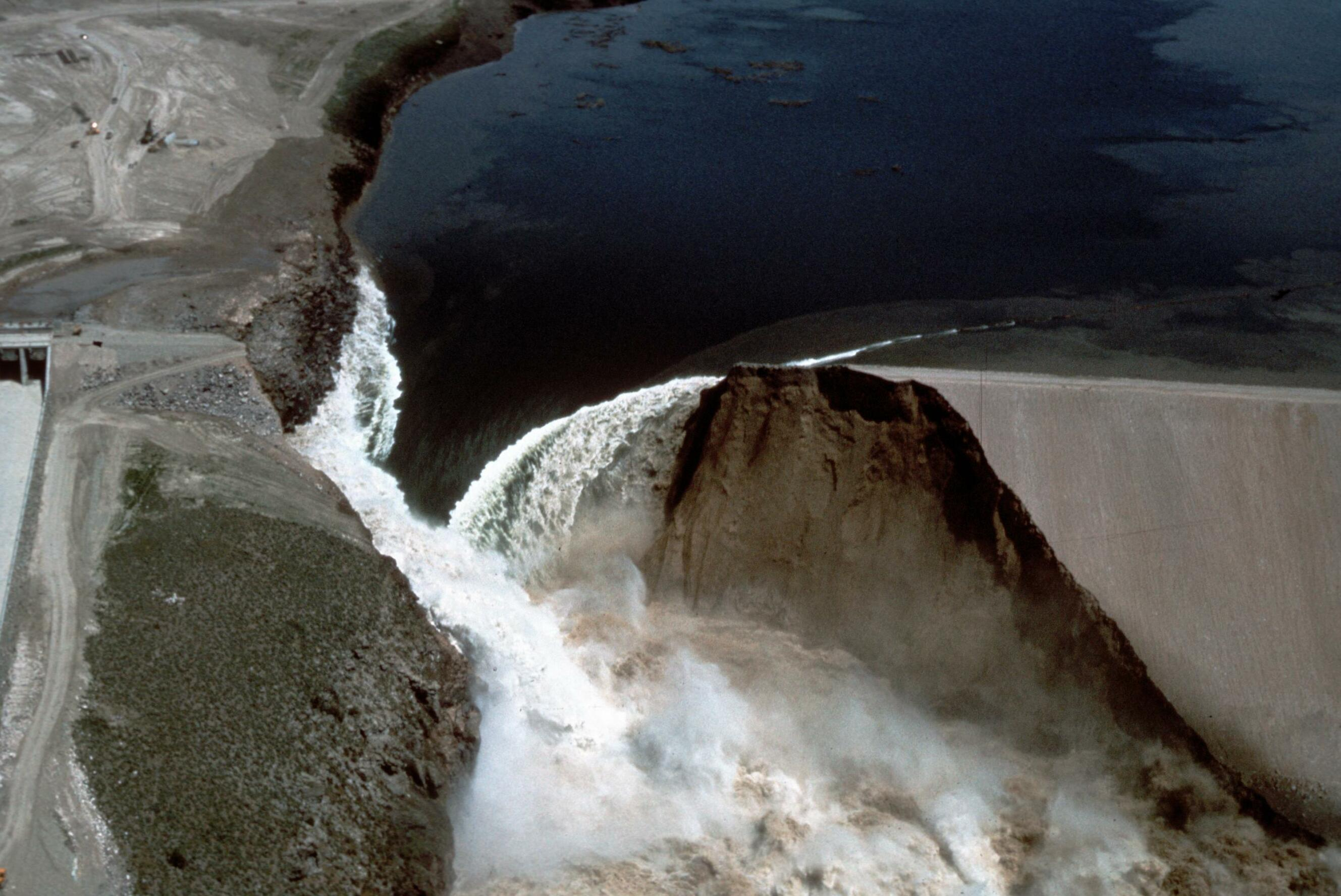
El agua embalsada vaciándose por la rotura en la Presa de Teton el 5 de junio de 1976.

Una falla o ruptura de presa es un tipo catastrófico de fallo estructural que se caracteriza por la liberación repentina, rápida e incontrolada de agua embalsada o la probabilidad de tal liberación incontrolada. Entre los años 2000 y 2009 ocurrieron más de 200 fallas importantes de presas en todo el mundo.
Una presa es una barrera que se interpone entre el agua y su curso, la cual obstruye, dirige o ralentiza, creando a menudo un embalse, un lago o un dique. La mayoría de las presas tienen una sección llamada aliviadero o vertedero por donde fluye el agua, ya sea de forma intermitente o continua, y algunas cuentan con sistemas de generación de energía hidroeléctrica.
Las presas se consideran "instalaciones que contienen fuerzas peligrosas" según el Derecho Internacional Humanitario debido al enorme impacto de su posible destrucción en la población civil y el medio ambiente.Los ingenieros deben de ser capaces de prevenir el riesgo que supone. Las roturas de presas son relativamente poco frecuentes, pero pueden causar inmensos daños y pérdidas de vidas cuando ocurren. En 1975 el Colapso de la presa Banqiao y otras presas en la provincia china de Henan causó más víctimas que cualquier otra rotura de presa en la historia. Se estima que el desastre causó la muerte de 171.000 personas y 11 millones perdieron sus hogares.

## Normativa en España

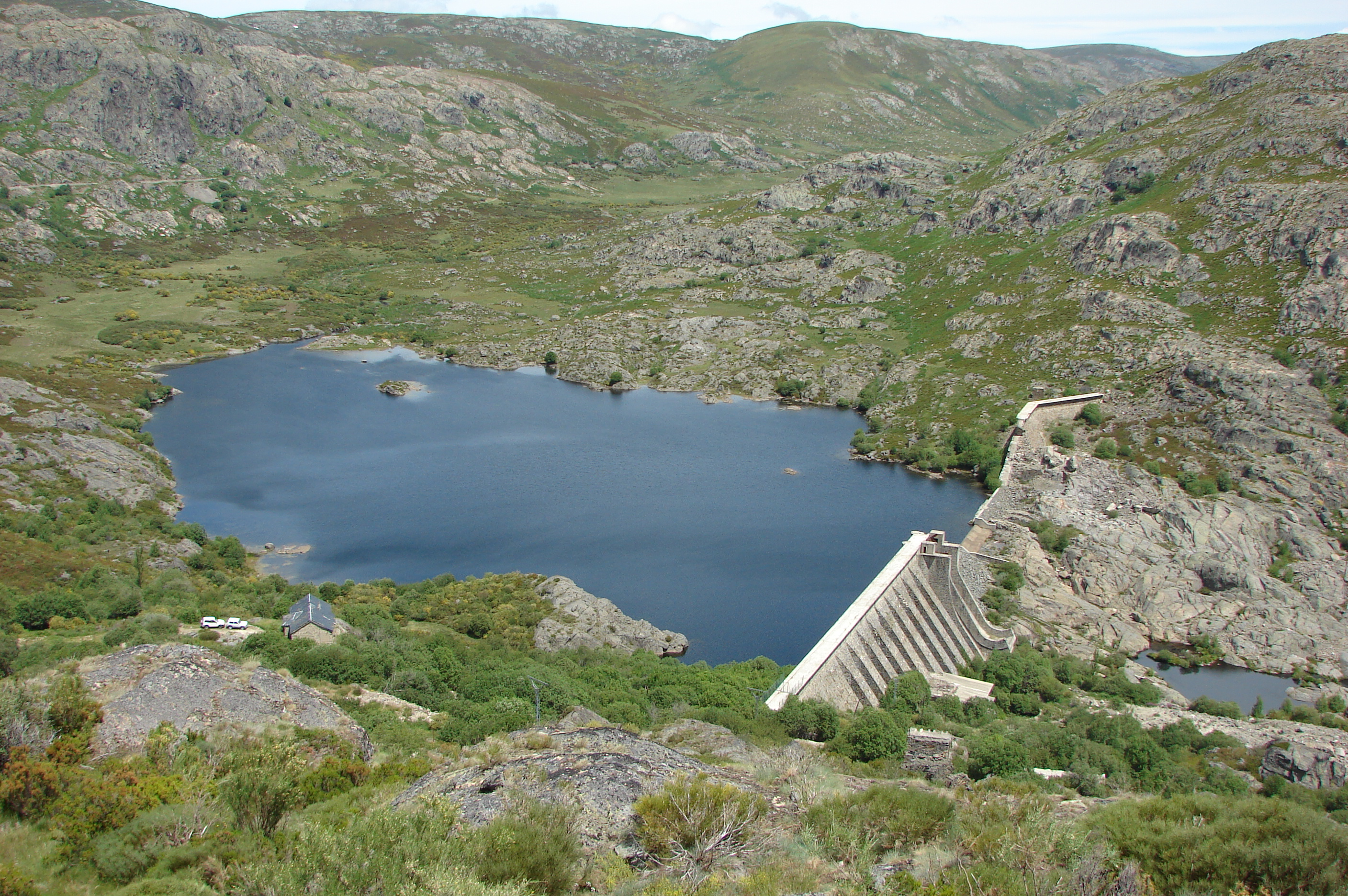
Ruinas del Embalse de Vega de Tera tras su ruptura en 1959.

España es uno de los países del mundo con más presas, lo que ha llevado a las instituciones a crear una normativa específica en cuestión de seguridad de presas. La normativa más importante a aplicar es:
- Directiva de Planificación de Protección Civil ante el riesgo de inundaciones
- Reglamento Técnico sobre Seguridad de Presas y Embalses de 1996[5]
- Título VII del Reglamento de Dominio Público Hidráulico: Seguridad de Presas, Embalses y Balsas de 2008[6]

Las presas en España se clasifican en función de sus dimensiones o el impacto que podría generar su rotura:
- Por sus dimensiones (2008):
  - Gran presa en caso de que la presa tenga más de 15 metros de altura o tenga una altura entre 10 y 15 metros y tenga un volumen superior a 1 hm3.
  - Pequeña presa, aquella que no es gran presa.
- Por su riesgo:
  - Riesgo A cuando su rotura pudiera afectar a núcleos importantes, produciendo daños personales e importantes daños materiales.
  - Riesgo B cuando su rotura pudiera afectar a poblaciones pequeñas, con daños materiales importantes.
  - Riesgo C cuando su rotura pudiera ocasionar daños moderados.

Para las presas de riesgo A y B es obligatorio elaborar un plan de emergencia que debe contener:
- 1. Análisis de seguridad de la presa
- 2. Zonificación territorial y análisis generado por los riesgos de rotura
- 3. Normas de actuación
- 4. Organización
- 5. Medios y recursos.

Además las presas deben pasar una revisión de seguridad en función de su categoría.

## Principales causas de rotura
Las causas más comunes son:

Símbolo internacional para instalaciones que contienen fuerzas peligrosas

- Diseño erróneo del aliviadero. Si el aliviadero no es capaz de evacuar el flujo causado por una lluvia extrema, como consecuencia, el nivel del agua del embalse por encima del nivel máximo de proyecto, lo que a su vez puede causar los siguientes problemas: (i) el agua pasa por encima del coronamiento y causa erosiones que acaban destruyendo la presa; (ii) el macizo de la presa no resiste la presión de un nivel de agua más elevado; (iii) la mayor presión del agua en el embalse abre caminos de infiltración, a través del macizo de la presa, el eventual arrastre de material, puede llegar a crear un boquete y el derrumbe de la presa;
- Diseño erróneo del macizo de la presa, o de la cimentación de la misma. El diseño de una presa es un problema complejo que involucra un equipo de profesionales capacitados. En varios países se establecen normas mínimas de seguridad en el diseño de las presas. El cumplimiento de estos requisitos debería minimizar el riesgo de roturas por esta causa;
- Inestabilidad geológica causada por cambios en el nivel del agua. Puede considerarse que esta causa es también una deficiencia de diseño, al no hacerse las investigaciones geológicas y geofísicas suficientes para poder diseñar la presa con la necesaria seguridad. (Malpasset);
- Por lluvia extrema, casos de la presa Shakidor y una de las causas que rompió la presa de Tous. Las lluvias extremas están asociadas a la capacidad de descarga del aliviadero. No existe una lluvia extrema como concepto absoluto. Las lluvias extremas están asociadas a un período medio de retorno.
- Por dejadez en el mantenimiento de las tuberías de salida, casos de Val di Stava y el lago Lawn.
- Error humano o informático en la secuencia de operación de la presa. Caso de Buffalo Creek, Dale Dike y Taum Sauk.
- Debido a la acción sísmica. La estabilidad de las presas, en fase de elaboración del diseño, se analiza también para resistir a sismos de una cierta magnitud, que se llama sismo de proyecto. Por razones económicas algunas veces el dueño de la presa establece como "sismo de proyecto" una magnitud de sismo muy baja. Caso se produzca un sismo de mayor magnitud, la presa puede sufrir daños que pueden llegar hasta la ruptura de la misma. Otras veces se toma en consideración un sismo de proyecto de una magnitud adecuada, en algunos países dicha magnitud está fijada por normas de cumplimiento obligatorio, sin embargo siempre puede producirse un sismo de magnitud mayor y causar problemas.

## Lista de fallos de presas
| Presa/incidente                                                     | Año        | Localización                                 | País                  | Víctimas mortales | Detalles |
| ------------------------------------------------------------------- | ---------- | -------------------------------------------- | --------------------- | ----------------- | --- |
| Presa de Marib                                                      | 575        | Sheba                                        | Yemen                 | 0                 | Causas desconocidas, posible negligencia. Como consecuencia del fallo del sistema de riego hasta 50,000 habitantes de Yemen se vieron desplazados. |
| Pantano de Puentes                                                  | 1802       | Lorca                                        | España                | 608               | 1,800 viviendas y 40,000 árboles destruidos. |
| Presa de Bilberry                                                   | 1852       | Holme Valley                                 | Reino Unido           | 81                | Fallo debido a fuertes lluvias. |
| Presa de Dale Dike                                                  | 1864       | Yorkshire del Sur                            | Reino Unido           | 244               | Construcción defectuosa, fuga en el paramento. Más de 600 casas fueron destruidas. |
| Presa de Iruka                                                      | 1868       | Inuyama, Prefectura de Aichi                 | Japón                 | 941               | Descomposición del terraplén causada por la lluvia torrencial concentrada, el daño alcanzó Nagoya. |
| Presa de Mill River                                                 | 1874       | Williamsburg, Massachusetts                  | Estados Unidos        | 139               | Regulaciones poco estrictas y recortes en el presupuesto tuvieron como consecuencia un diseño defectuoso, lo que condujo al derrumbamiento de la presa cuando ésta estuvo llena. 600 millones de galones (unos 2.272 millones de litros) fueron liberados, arrasando 4 ciudades, lo que condujo al endurecimiento de las leyes relacionadas con la construcción de presas. |
| Presa de South Fork                                                 | 1889       | Johnstown, Pensilvania                       | Estados Unidos        | 2209              | Afectada localmente por un mantenimiento pobre, los tribunales lo consideraron un caso fortuito acrecentado por la excepcional lluvia torrencial. No se encontró responsable legal. 1600 viviendas fueron destruidas. |
| Presa de Walnut Grove                                               | 1890       | Wickenburg, Arizona                          | Estados Unidos        | 100               | Fuertes nevadas y lluvias afectaron la estructura de la presa. |
| Presa de McDonald                                                   | 1900       | Texas                                        | Estados Unidos        | 8                 | Corrientes extremas causaron el fallo. |
| Presa de Hauser                                                     | 1908       | Helena                                       | Estados Unidos        | 0                 | Fuertes inundaciones y cimientos de mala calidad. Los trabajadores lograron evacuar a los residentes río abajo. |
| Presa de Austin                                                     | 1911       | Austin, Pensilvania                          | Estados Unidos        | 78                | Mal diseñada, uso de dinamita para remediar los problemas. Destruyó una fábrica de papel y gran parte de la ciudad de Austin. |
| Presa de Desná                                                      | 1916       | Desná                                        | Imperio austrohúngaro | 62                | Defectos en la construcción provocaron la rotura de la presa. |
| Presa de Lake Toxaway                                               | 1916       | Transylvania County. Carolina del Sur        | Estados Unidos        | 0                 | Fuertes lluvias causaron de derrumbamiento de la presa. La presa fue reconstruida en los años sesenta. |
| Presa de Sweetwater                                                 | 1916       | San Diego, California                        | Estados Unidos        | 0                 | Desbordamiento a causa de inundaciones. |
| Presa de Lower Otay Lake                                            | 1916       | San Diego, California                        | Estados Unidos        | 14                | Desbordamiento a causa de inundaciones. |
| Presa de Tigra                                                      | 1917       | Gwalior,                                     | India                 | 1000              | Fallo debido a la filtración de agua en los cimientos. Es posible que haya más víctimas no registradas oficialmente. |
| Presa de Gleno                                                      | 1923       | Provincia de Bérgamo                         | Italia                | 356               | Diseño y construcción defectuosos. |
| La presa Llyn Eigiau y la avenida también destruyó la presa Coedty. | 1925       | Dolgarrog, Gales del Norte                   | Reino Unido           | 17                | El contratista culpó a la reducción de costes pero también es cierto que cayeron 630 mm de agua en 5 días. |
| Presa de St. Francis                                                | 1928       | Valencia, California, Condado de Los Ángeles | Estados Unidos        | 600               | Inestabilidad geológica del cañón que pudo haber sido detectada con tecnología disponible en aquel tiempo, combinado con un error humano que evaluó el desarrollo de las grietas como "normal" para una presa de este tipo. |
| Presa de Granadillar                                                | 1934       | Gran Canaria                                 | España                | 8                 | Errores en diseño y cimentación. |
| Presa de Sella Zerbino                                              | 1935       | Molare                                       | Italia                | 111               | Inestabilidad geológica combinada con inundaciones. |
| Presa de Nant-y-Gro                                                 | 1942       | Elan Valley                                  | Reino Unido           | 0                 | Destruida durante los preparativos de la Operación Chastise durante la Segunda Guerra Mundial. |
| Presa de Edersee                                                    | 1943       | Ruhr                                         | Alemania              | 70                | Destruida en los bombardeos de la Operación Chastise durante la Segunda Guerra Mundial. Destrucción generalizada. |
| Presa de Möhne                                                      | 1943       | Ruhr,                                        | Alemania              | 1579              | Destruida en los bombardeos de la Operación Chastise durante la Segunda Guerra Mundial. |
| Presa de Xuriguera                                                  | 1944       | Barcelona                                    | España                | 6                 | No resistió un temporal. |
| Presa de Heiwa                                                      | 1951       | Kameoka, Prefectura de Kioto                 | Japón                 | 117               | lluvia fuerte a corto plazo como factor desencadenante. |
| Presa de Taisho                                                     | 1953       | Ide, Prefectura de Kioto,                    | Japón                 | 108               | Se produce un derrumbamiento y se genera un flujo de desechos que contiene una gran cantidad de madera en deriva. Muchos embalses, presas, terraplenes se derrumbaron. Este lugar es uno de ellos. |
| Desastre de Tangiwai                                                | 1953       | Río Whangaehu                                | Nueva Zelanda         | 151               | Fallo de la presa del lago en el cráter del Monte Ruapehu. |
| Vega de Tera                                                        | 1959       | Ribadelago                                   | España                | 144               | Los trabajadores declararon que el terreno sufría daños estructurales y la construcción era deficiente. A raíz de esto la normativa española de presas cambió de forma importante. |
| Malpasset                                                           | 1959       | Côte d'Azur                                  | Francia               | 423               | Fallo geológico motivado por uso incorrecto de explosivos durante la construcción. |
| Avalancha de Kurenivka                                              | 1961-03-13 | Kiev                                         | Ucrania               | 1500              | Debido a lluvias torrenciales. |
| Presa de Panshet                                                    | 1961       | Pune                                         | Indonesia             | 1000              | La presa reventó como consecuencia de la presión del agua de lluvia acumulada. |
| Presa de Baldwin Hills                                              | 1963       | Los Ángeles, California                      | Estados Unidos        | 5                 | Subsidencia causada por una sobrexplotación de un yacimiento petrolífero. |
| Presa de Spaulding Pond (Mohegan Park)                              | 1963       | Norwich                                      | Estados Unidos        | 6                 | Más de seis millones de dólares en daños. |
| Presa del Vajont                                                    | 1963       | Vajont                                       | Italia                | 2000              | Estrictamente la presa no falló, pero sí fallaron las laderas del vaso que al caer sobre el agua generaron un megatsunami de 250 metros que generó una onda que, pasando por encima de la presa, arrasó varios pueblos. |
| Presa de Swift                                                      | 1964-06-10 | Montana,                                     | Estados Unidos        | 28                | Causado por fuertes lluvias. |
| Desastre de Torrejón                                                | 1965       | Extremadura                                  | España                | 54                | Casi finalizadas las obras de construcción, durante un llenado para comprobación del funcionamiento de los desagües, una ataguía cedió e inundó un túnel. Oficialmente hubo 54 trabajadores muertos, aunque otras fuentes elevan la cifra hasta 70. |
| Mina Plakalnitsa                                                    | 1966       | Vratsa                                       | Bulgaria              | 107               | Una presa de relave en la mina de cobre de Plakalnitsa cerca de la ciudad de Vratsa falló. Un total de 450,000 m³ de lodo inundaron la ciudad de Vratsa y la vecindad vecina de Zgorigrad, sufriendo deños generalizados. La cifra oficial de muertes es de 107, pero extraoficialmente se estima que 500 murieron en el desastre.                                         |
| Presa de Sempor                                                     | 1967       | Provincia de Java Central                    | Indonesia             | 2000              | Inundaciones repentinas desbordaron la presa durante su construcción. |
| Presa de Certej                                                     | 1971       | Certej Mine                                  | Rumania               | 89                | Una presa de relave construida demasiado alta se derrumbó, inundando Certeju de Sus con sedimentos tóxicos. |
| Buffalo Creek Flood                                                 | 1972       | Virginia Occidental                          | Estados Unidos        | 125               | Inestabilidad provocada por una mina de carbón. 1,121 heridos, 507 edificios destruidos, más de 4,000 personas quedaron sin hogar. |
| Presa de Canyon Lake                                                | 1972       | Dakota del Sur                               | Estados Unidos        | 238               | Inundaciones, los desagües de la presa estaban obstruidos con escombros. 3.057 heridos, más de 1.335 casas y 5.000 vehículos destruidos. |
| Presa de Banqiao y Presa de Shimantan                               | 1975       | Zhumadian                                    | China                 | 171000            | Lluvia extrema, muy superior a la de diseño, originada el tifón Nina. 11 millones de personas perdieron sus hogares. El peor desastre por rotura de presa. |
| Presa de Teton                                                      | 1976       | Idaho                                        | Estados Unidos        | 11                | Infiltración de agua a través de la pared de tierra. |
| Presa de Laurel Run                                                 | 1977       | Johnstown                                    | Estados Unidos        | 40                | Fuertes lluvias e inundaciones desbordaron la presa. Otras seis presas también fallaron ese mismo día matando otras 5 personas. |
| Presa de Kelly Barnes                                               | 1977       | Georgia                                      | Estados Unidos        | 39                | Desconocido, posible error de diseño debido a incrementos continuos de carga por aprovechamiento energético. |
| Presa de Machchu-2                                                  | 1979       | Morvi                                        | India                 | 5000              | Fuertes lluvias e inundaciones desbordaron la presa. |
| Presa de Wadi Qattara                                               | 1979       | Benghazi                                     | Libia                 | 0                 | Fuertes lluvias desbordaron y dañaron la presa principal destruyendo la presa secundaria. |
| Presa de Lawn Lake                                                  | 1982       | Rocky Mountain National Park                 | Estados Unidos        | 3                 | Erosión exterior de una tubería. |
| Presa de Tous                                                       | 1982       | Valencia                                     | España                | 25                | Fuertes lluvias acompañadas con de mala calidad de la pared de la presa, falta de personal cualificado, y olvido de avisar de fuertes lluvias de la zona. Tras la catástrofe las cifras de fallecidos variaron, pero un año después el diario La Vanguardia hablaba de 25 muertos.                                                                                         |
| Presa de Carsington                                                 | 1984       | Derbyshire                                   | Reino Unido           |                   | Plastificación del núcleo arcilloso. |
| Presa de Val di Stava                                               | 1985       | Tesero                                       | Italia                | 268               | Mantenimiento pobre y escaso margen de seguridad en el diseño, los desagües de fondo fallaron elevando la presión de la presa. |
| Presa de Upriver                                                    | 1986       | Estado de Wahington                          | Estados Unidos        | 0                 | Un rayo dañó el sistema eléctrico apagando las turbinas. El nivel del agua subió, el sistema de emergencia fallo y no se abrieron las compuerta de desagüe a tiempo. |
| Presa de Kantale                                                    | 1986-04-20 | Kantale                                      | Sri Lanka             | 180               | Mantenimiento pobre, fuga, y fallo como consecuencia. Destruidas alrededor de 1600 casas y 2000 acres of arrozales. |
| Detonación de la presa de Peruća                                    | 1993       | Condado de Split- Dalmatia                   | Croacia               | 0                 | Las fuerzas serbias detonaron la presa durante las guerras yugoslavas. |
| Presa de Opuha                                                      | 1997       |                                              | Nueva Zelanda         |                   | |
| Desastre de Aznalcóllar                                             | 1998       | Andalucía                                    | España                | 0                 | La rotura de una balsa de residuos mineros provocó un desastre ecológico en el Parque nacional y natural de Doñana. |
| Vodní nádrž Soběnov                                                 | 2002       | Soběnov                                      | República Checa       | 0                 | Lluvia extrema durante las inundaciones en Europa de 2002. |
| Presa de Zeyzoun                                                    | 2002       | Zeyzoun                                      | Siria                 | 22                | 2.000 desplazados y 10.000 afectados directamente. |
| Presa de Big Bay                                                    | 2004       | Misisipi                                     | Estados Unidos        |                   | |
| Presa de Camará                                                     | 2004       | Paraiba                                      | Brasil                | 3                 | Mal mantenimiento. 3.000 desalojados. Once días más tarde ocurrió otro fallo. |
| Presa de Shakidor                                                   | 2005       |                                              | Pakistán              | 70                | Lluvia extrema inesperada. |
| Planta y embalse de Taum Sauk                                       | 2005       | Lesterville, Misuri                          | Estados Unidos        |                   | Error informático o del operador. Los manómetros no se tuvieron en cuenta a sabiendas de que existían registros de roturas con presiones menores. |
| Presa de Campos Novos                                               | 2006       | Campos Novos                                 | Brasil                | 0                 | Colapso de túnel. |
| Situ Gintung                                                        | 2009       | Tangerang                                    | Indonesia             | 98                | Mantenimiento escaso y lluvia monzónica. |
| Presa de Kyzyl-Agash                                                | 2010       | Qyzylaghash                                  | Kazajistán            | 43                | Fuertes lluvias y deshielo, 300 personas heridas y más de 1.000 evacuados. |
| Presa de Hope Mills                                                 | 2010       | Carolina del Norte                           | Estados Unidos        | 0                 | Sumidero causado por el fallo de la presa. |
| Presa de Testalinda                                                 | 2010-06-13 | Oliver                                       | Canadá                | 0                 | Destruyó al menos 5 residencias. Enterró la autopista Highway 97. |
| Presa de Delhi                                                      | 2010-07-24 | Iowa                                         | Estados Unidos        | 0                 | Fuertes lluvia e inundaciones. Unos 8.000 evacuados. |
| Presa de Niedow                                                     | 2010-08-07 | Voivodato de Baja Silesia                    | Polonia               | 1                 | Fuertes lluvias, desbordamiento por inundación. |
| Accidente de Ajka                                                   | 2010-10-04 | Ajka                                         | Hungría               | 10                | Fallo en la pared de hormigón de la presa de sedimentos del vertedero de alumina. Un millón de metros cúbicos de lodo rojo contaminaron un gran área, en apenas unos días el lodo rojo llegó al Danubio. |
| Kenmare Resources presa de relave                                   | 2010-10-08 | Topuito                                      | Mozambique            | 1                 | Fallo de la presa de relave de una mina de titanio. 300 hogares necesitaron ser reconstruidos. |
| Presa de Fujinuma                                                   | 2011-03-11 | Sukagawa                                     | Japón                 | 8                 | Fallo tras el Terremoto y tsunami de Japón de 2011. 7 muertos y un desaparecido. |
| Presa de Campos dos Goytacazes                                      | 2012-01-04 | Campos dos Goytacazes                        | Brasil                | 0                 | Fallo tras inundaciones., 4000 personas desplazadas. |
| Presa de Ivanovo                                                    | 2012-02-06 | Biser                                        | Bulgaria              | 8                 | Fallo tras un periodo de fuerte deshielo. Una grieta en la presa estuvo años sin reparar. |
| Presa de Köprü                                                      | 2012-02-24 | Provincia de Adana                           | Turquía               | 10                | Una compuerta se rompió durante un periodo de fuertes lluvias durante el primer llenado del embalse. Diez trabajadores murieron. |
| Presa de Tokwe Mukorsi                                              | 2014-02-04 | Provincia de Masvingo                        | Zimbabue              | 0                 | Fallo en la inclinación de la corriente de bajada 90,3 m (296,3 pies) de altura (presa de terraplén), lo más probable es que ocurriera mientras el embalse se estaba llenando. Los residente fueron evacuados río arriba. |
| Bento Rodrigues                                                     | 2015-11-05 | Minas Gerais                                 | Brasil                | 24                | Rotura de presa de residuos mineros. Ochocientas personas pierden su hogar. |
| Presa de Patel                                                      | 2018-05-10 | Solai                                        | Kenia                 | 47                | Rotura tras varios días de intensas lluvias. |
| Presa en Valle de Panjshir                                          | 2018-07-11 | Valle de Panshir                             | Afganistán            | 10                | Presa en ruinas se desmorona durante intensas lluvias veraniegas, 13 desaparecidos, 300 casas destruidas. |
| Presa de Xe-Pian Xe-Namnoy                                          | 2018-07-23 | Provincia de Attapeu                         | Laos                  | 36                | Presa en construcción colapsa durante tormenta, 98 desaparecidos, 6600 personas sin hogar. |
| Presa de Swar Chaung                                                | 2018-08-29 | Yedashe                                      | Birmania              | 4                 | Rotura en el vertedero durante intensas lluvias monzónicas, 3 desaparecidos, 63.000 evacuados, 85 pueblos afectados. |
| Brumadinho                                                          | 2019-01-25 | Minas Gerais                                 | Brasil                | 322               | Rotura de presa de residuos mineros. |
| Presa de Tiware                                                     | 2019-07-02 | Distrito de Ratnagiri                        | India                 | 23                | Rotura de presa por fuertes lluvias. |
| Presa de Edenville                                                  | 2020-05-19 | Edenville, Míchigan                          | Estados Unidos        | 0                 | Licuefacción estática. |
| Presa del lago Sanford                                              | 2020-05-19 | Sanford (Míchigan)                           | Estados Unidos        | 0                 | La falla en la presa de Edenville causó una gran inundación del lago Sanford, que sobrepasó el límite de contención de la presa. |
| Desprendimiento de glaciar en Uttarakhand                           | 2021-02-07 | Chamoli, Uttarkhand                          | India                 | 61                | La represa del río Rishiganga quedó destruida por una avalancha o por un desprendimiento de glaciar, lo que produjo una caída de agua que alcanzó a la planta hidroeléctrica Tapovan Vishnugad. 141 personas desaparecidas. |
| Presa de Jagersfontein                                              | 2022-09-11 | Jagersfontein, en Provincia del Estado Libre | Sudáfrica             | 3                 | Falla estructural. |
| Presa de Kajovka                                                    | 2023-06-06 | Nueva Kajovka, óblast de Jersón              | Ucrania               | 58                | Incierto, se presume explosión intencional. |
| Colapso de la presa de Derna                                        | 2023-09-11 | Derna                                        | Libia                 | 18000–20000       | Falla de dos presas de 75 y de 45 metros de altura seguidas por fuertes lluvias de la Tormenta Daniel, con el resultado de la ciudad de Derna inundada con cerca de 30 millones m3 de agua. |